# 瓦利耶尔 (上萨瓦省)
瓦利耶尔（法語：Vallières，法語發音：[valjɛʁ]）是法国上萨瓦省的一个旧市镇，位于该省西部偏南，属于阿讷西区。2019年，瓦利耶尔与市镇瓦勒德菲耶尔合并为新市镇菲耶尔河畔瓦利耶尔，瓦利耶尔为新市镇行政中心。

## 地理
瓦利耶尔（45°54'1"N, 5°56'10"E）面积9.03 平方千米，位于法国奥弗涅-罗讷-阿尔卑斯大区上萨瓦省，该省份为法国东部省份，历史上为薩伏依的一部分，北与瑞士接壤，西接安省，南至萨瓦省，东与瑞士和意大利接壤。
与瓦利耶尔接壤的市镇（或旧市镇、城区）包括：菲耶尔河畔欧特维尔、洛尔奈、莫伊、呂米伊、圣厄塞布、萨勒、瓦勒德菲耶尔。
瓦利耶尔的时区为UTC+01:00、UTC+02:00（夏令时）。

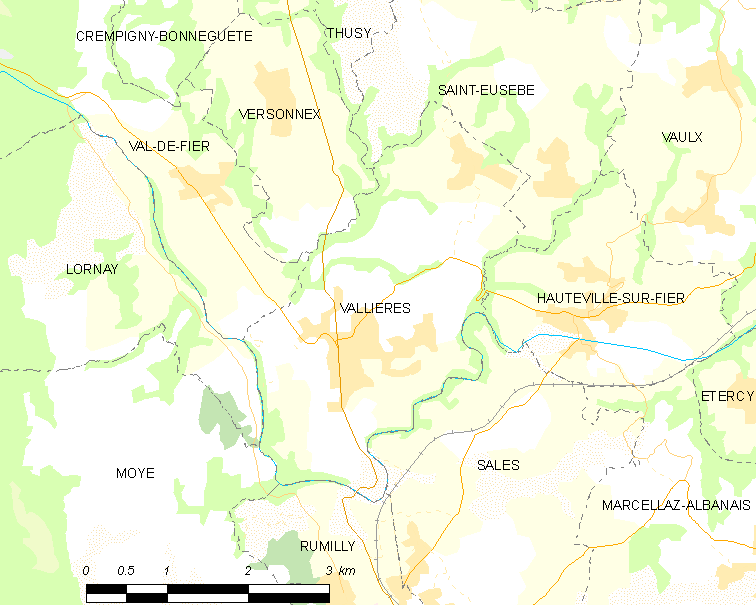
瓦利耶尔的OSM定位图

## 行政
瓦利耶尔的邮政编码为74150，INSEE市镇编码为74289。

## 政治
瓦利耶尔所属的省级选区为吕米伊县。

## 交通
上萨瓦省省道D14线和D910线经过瓦利耶尔境内。

## 人口

1962-2008年间瓦利耶尔人口变化图示

瓦利耶尔于2016年1月1日时的人口数量为1851人。